# Teoria dos orbitais moleculares
Em química, a teoria dos orbitais moleculares (TOM) é um método para determinar estruturas moleculares nas quais elétrons não são atribuídos a ligações químicas individuais entre átomos, ao invés disto são tratados como movimentos sob a influência do núcleo molecular.
Nesta teoria, cada molécula possui um conjunto de orbitais moleculares, onde os elétrons ocuparão um orbital que irá se espalhar por toda a molécula. A criação dos orbitais moleculares corresponde a um novo nível energético que se forma junto com uma molécula, onde os orbitais atômicos dos átomos deixam de existir. Com essa teoria, o modelo de Lewis e de ligação de valência, onde os elétrons eram localizados entre pares de átomos, na TOM todos os elétrons de valência estão deslocalizados na molécula, assim sendo, os elétrons não pertencem a nenhuma ligação química.
Se as nuvens eletrônicas dos dois átomos se recobrirem quando se aproximarem, então função de onda de cada orbital ψf pode ser descrita como uma combinação linear dos n orbitais atômicos χi, de acordo com a equação:
{\displaystyle \psi _{j}=\sum _{i=1}^{n}c_{ij}\chi _{i}}
Onde cij podem ser determinados pela substituição destas equações pela equação de Schrödinger e pela aplicação do princípio variacional. Este método é conhecido como combinação linear de orbitais atômicos e é bastante utilizado pela química computacional. Uma transformação adicional unitária pode ser aplicada ao sistema para acelerar a convergência em alguns esquemas computacionais.
Essa equação demonstra uma combinação linear de orbitais atômicos (CLOA), onde o número de orbitais moleculares formados deverá ser igual a soma dos números de orbitais atômicos utilizados, a sobreposição dos orbitais atômicos para a criação de um orbital molecular resulta num orbital molecular ligante, que possui menor energia que os orbitais de partida, possui esse nome por contribuir com a redução da energia potencial da molécula quando está ocupado por um elétron.  E num orbital molecular antiligante, que possui energia maior que os orbitais de partida, esse nome se dá pela contribuição de aumento de energia potencial da molécula quando ocupado por elétrons. As energias do orbital molecular ligante é menor que a do orbital atômico por um valor de Δ, que é denominado como energia de estabilização, o mesmo equivale para o orbital molecular antiligante sendo sua energia maior.
A teoria dos orbitais moleculares foi visto como um competidor à ligação de valência na década de 1930, hoje foi percebido que os dois métodos são relacionados e que quando generalizados eles se tornam equivalentes.

## História
A teoria das orbitais moleculares foi desenvolvida alguns anos após a ligação de valência ter sido estabelecida em 1927. Os primeiros passos foram dados por Friedrich Hund, Robert Mulliken, John C. Slater, e John Lennard-Jones. Ela foi originalmente chamada de teoria de Hund-Mulliken. A palavra orbital foi introduzida por Mulliken em 1932. Em 1933, a teoria das orbitais moleculares havia se tornado uma teoria válida.
Em 1950, a teoria dos orbitais moleculares estava completamente definida como um polinômio característico (função de onda) do campo hamiltoniano.